# Halowe Mistrzostwa Europy w Lekkoatletyce 1986 – trójskok mężczyzn
Trójskok mężczyzn – jedna z konkurencji technicznych rozgrywanych podczas halowych lekkoatletycznych mistrzostw Europy w hali Palacio de Deportes w Madrycie. Rozegrano od razu finał 23 lutego 1986. Zwyciężył reprezentant Związku Radzieckiego Māris Bružiks. Tytułu zdobytego na poprzednich mistrzostwach nie obronił Christo Markow z Bułgarii, który nie oddał ważnego skoku.

## Rezultaty

### Finał
Wystąpiło 15 skoczków.

Opracowano na podstawie materiału źródłowego.
| Miejsce | Zawodnik            | Wynik | Uwagi |
| ------- | ------------------- | ----- | ----- |
| 1       | Māris Bružiks       | 17,54 | ,     |
| 2       | Władimir Plechanow  | 17,21 |       |
| 3       | Béla Bakosi         | 16,93 |       |
| 4       | Ján Čado            | 16,90 |       |
| 5       | Arne Holm           | 16,87 |       |
| 6       | Georgi Pomaszki     | 16,75 |       |
| 7       | Dario Badinelli     | 16,67 |       |
| 8       | Marios Chadziandreu | 16,43 |       |
| 9       | Jordi Vila          | 16,34 |       |
| 10      | Pierre Camara       | 16,28 |       |
| 11      | Milan Mikuláš       | 16,16 |       |
| 12      | Cläs Rahm           | 16,06 |       |
| 13      | Wolfgang Knabe      | 16,03 |       |
| 14      | Alfred Stummer      | 15,99 |       |
| –       | Christo Markow      | NM    |       |